# Hitodama
Hitodama (人魂 o 人玉?) indica in giapponese un tipo di fuoco fatuo associato tradizionalmente alle anime dei morti; la parola è composta dal kanji hito (人? "umano") e da uno dei due kanji omofoni tama, per "anima" (魂?) o "sfera" (玉?).

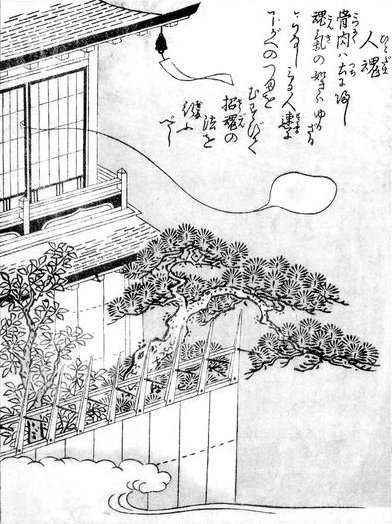
Un Hitodama immaginato dal pittore Toriyama Sekien nel suo Konjaku Gazu Zoku Hyakki

Secondo la mitologia giapponese le anime delle persone morte da poco assumono la forma di hitodama e appaiono come piccole sfere luminose di colore blu pallido o verdastro con una piccola coda, generalmente nei cimiteri e soprattutto in estate. Sarebbe talvolta possibile osservarle accanto a persone gravemente malate come manifestazione dell'anima che lascia gradualmente il corpo. Tuttavia le hitodama generalmente si dissolvono o si nascondono dopo essere state avvistate; sono invece attratte da persone di particolare forza spirituale.
Nelle rappresentazioni moderne (a partire dagli ukiyo-e del XIX secolo) le hitodama accompagnano tipicamente la manifestazione fisica dello spirito come yūrei.
Altri tipi di fuochi fatui presenti nella tradizione giapponese sono gli onibi (鬼火? fuochi demoniaci), originari della tradizione cinese dove sono noti come guǐhuǒ, che accompagnano le manifestazioni di esseri spirituali di origine non umana, e in particolare quelli prodotti dalle kitsune, noti come kitsune-bi, accusati di attirare i viandanti lontano dal sentiero per farli perdere nel bosco.
Nell'ambito di anime e manga gli onibi, oltre ad accompagnare tipicamente le apparizioni di fantasmi, vengono usate anche come simbolo di depressione, apparendo accanto a personaggi in uno stato d'umore particolarmente negativo.